# 索馬利蘭國旗

未加清真言的索马里兰国旗

索馬利蘭國旗由綠、白、紅三個平行的長方形組成。綠色條紋內有清真言；白色條紋內有一個黑色的五角星。因為國旗當中存在清真言，所以索馬利蘭國旗同沙烏地阿拉伯國旗一樣，也沒有降半旗的制度。

## 旗幟顏色的含義
- 綠 - 发达
- 白 - 和平
- 紅 - 為索馬里蘭的解放倒下的英雄戰士的鮮血
- 清真言 - 伊斯蘭教
- 黑 - 一個統一的大索馬利亞的夢想已經結束

## 历史旗帜

### 国旗

#### 殖民地旗帜

##### 民用旗
- 英属索马里兰 (1903 - 1950)
- 英属索马里兰 (1950 - 1952)
- 英属索马里兰 (1952 - 1960)

##### 政府旗
- 英属索马里兰 (1903 - 1950)
- 英属索马里兰 (1950 - 1960)
- 英属索马里兰 (1952 - 1960)

##### 总督用旗

索马里兰国旗版图（1991-1996年）

索马里兰国旗版图（1996年至今）

- 英属索马里兰 (1903 - 1950)
- 英属索马里兰 (1950 - 1960)
- 英属索马里兰 (1952 - 1960)

#### 历史国旗
- 阿達爾蘇丹國 (1415–1577)
- 阿达尔苏丹国和后来的伊萨克苏丹国在主要宗教圣地使用的旗帜（17世纪-1884）[1]
- 英属索马里兰 (1884 - 1903)
- 英属索马里兰 (1903 - 1950)
- 英属索马里兰 (1950 - 1960)
- 英属索马里兰 (1952 - 1960)
- 索马里兰国及索马里共和国（1960-1991）
- 索马里民族运动（英语：Somali National Movement）和索马里兰独立战争（英语：Somaliland War of Independence）使用的旗帜  (1981-1991)
- 索马里兰共和国（1991-1991年5月18日）
- 索马里兰共和国（1991-1996）
- 索马里兰共和国（1996至今）

## 相似旗帜
- 埃塞俄比亚甘贝拉州旗帜
- 加纳国旗   比例2:3
（1964年—1966年）